# 2013-as magyar labdarúgó-szuperkupa
A 2013-as magyar labdarúgó-szuperkupa a szuperkupa 16. kiírása volt, amely tradicionálisan az új szezon első mérkőzése.
A szuperkupa az előző szezon első osztályú bajnokságának és a magyar kupa győztesének évenkénti mérkőzése. A találkozót 2013. július 13-án a Győri ETO és a Debreceni VSC játszotta. Az ETO története során először nyerte el a trófeát.
A finálét a Magyar Televízió egyes csatornája, az M1 közvetítette.

## Előzmények
A mérkőzést Magyarország két legsikeresebb vidéki csapata vívta.
Az egyik résztvevő a 2012–13-as OTP Bank Liga győztese, a története során negyedszerre bajnokságot nyerő Győri ETO gárdája. A győriek 2013-ban harminc év elteltével ünnepelhettek újra bajnoki címet. Korábban még sosem vehettek részt szuperkupa-mérkőzésen (a szuperkupát 1992 óta írják ki, az azóta eltelt idő alatt az ETO nem nyert bajnokságot, valamint magyar kupa-trófeát sem, egészen 2013-ig).

„Nekünk minden mérkőzés tétmérkőzés, nemcsak az Szuperkupa, hanem az előkészületi meccsek is, hiszen ahol a csapat pályára lép, ott mindig győztesen szeretné azt elhagyni. Így lesz ez holnap is, akik játéklehetőséget kapnak azért tartoznak az ETO keretéhez, hogy amikor rájuk kerül a sor, akkor megmutassák, hogy mire képesek és hogyan tudnak futballozni ezért a szurkolótáborért, ezért a klubért. Nagyon bízom benne, hogy a szombati mérkőzést meg tudjuk nyerni, hiszen a klub történetében ilyen még nem volt.”

– Pintér Attila, a Győri ETO vezetőedzője. 

A mérkőzés másik résztvevője a Debreceni VSC. A csapat 2013. május 22-én pont a Győri ETO-t verte a magyar kupa 2012–13-as kiírásának fináléjában (2–1), ezáltal begyűjtve hatodik magyar kupa-sikerüket (Ha az ETO megnyerte volna a kupadöntőt, a kiírás értelmében automatikusan szuperkupagyőztes lehetett volna). A debreceniek gyakori résztvevői a szuperkupának, a 2013-as esemény volt a nyolcadik alkalom, hogy ott lehettek a fináléban. 2005 óta mindössze a 2011-es szuperkupában nem voltak érintettek.

„Minden sorozattal úgy vagyunk, hogy amelyikben elindulunk, szeretnénk megnyerni, így készülünk a Szuperkupára is. (...) A Győr elleni találkozó a negyedik hétnek a vége, hogy megkezdtük az edzéseket, és be volt kalkulálva a felkészülésbe. Úgy gondolom, nagyon jó mérkőzés lesz, de a nemzetközi szereplés előtt mindkét csapatnak egyben kiváló felkészülési lehetőség is. A kezdőcsapatban mindkét oldalon lesznek változások a kupadöntőhöz képest, tehát annak eredményéből nem szabad kiindulni. Igyekszünk erre a meccsre jól felkészülni és sikeresek lenni.”

– Kondás Elemér, a Debreceni VSC vezetőedzője. 

## A mérkőzés helyszíne

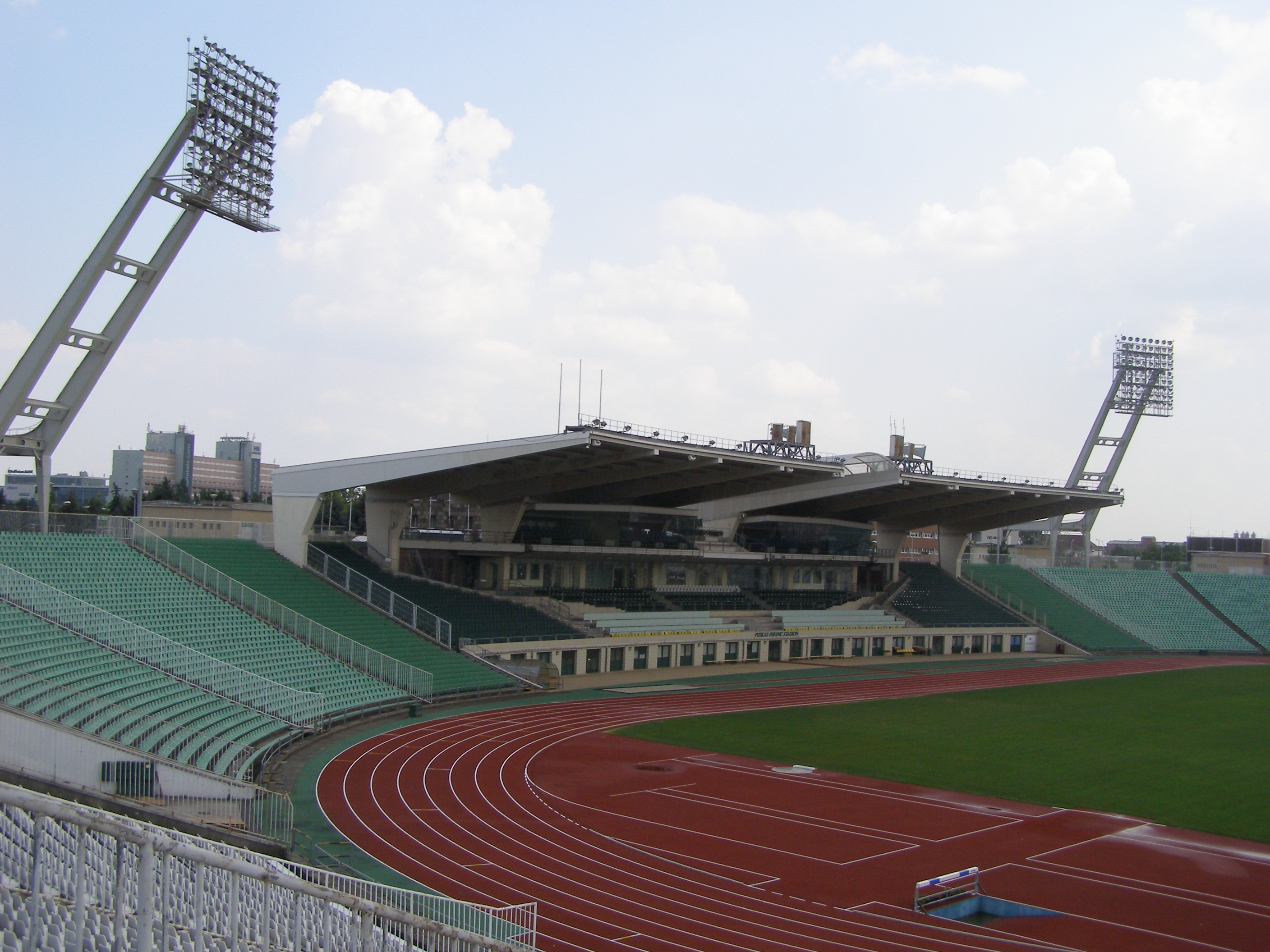
Puskás Ferenc Stadion

A Magyar Labdarúgó-szövetség a 2013. június 4-i ülésén úgy határozott, hogy a finálét a budapesti Puskás Ferenc Stadionban rendezik meg. Az ország legnagyobb stadionja ötödik alkalommal adhatott otthont szuperkupa-döntőnek (legutóbb 2003-ban). Utoljára 2009-ben fordult elő, hogy semleges helyszínen bonyolították le az eseményt, akkor a siófoki Révész Géza utcai stadionban rendezték a DVSC–Budapest Honvéd mérkőzést.

## A mérkőzés
A szuperkupáért vívott mérkőzést a budapesti Puskás Ferenc Stadionban rendezték, 20:30-s kezdéssel. A találkozót 2 000 néző tekintette meg a helyszínen. A szuperkupára jellemzően, ezúttal is még két formálódó csapatott láthatott a közönség. Az ETO-nál kettő, míg a debrecenieknél négy új igazolás kapott helyet a kezdőcsapatban. A 33. percben Nikola Trajković a debreceni védelem megingásait használta ki, és helyezett a kapuba, ezáltal előnyhöz juttatva a győrieket. A félidő lefújása előtt, Koltai Tamás vette be közelről a kaput egy jól felépített támadás után. A szünetre 2–0-s győri vezetéssel vonultak a csapatok. A második félidőben visszavett az iramból a két gárda. A végeredményt a 86. percben Kalmár Zsolt állította be, aki Verpecz István hibája után talált a kapuba. Győri ETO–Debreceni VSC 3–0.
Az ETO története első szuperkupa-mérkőzését sikerrel vívta meg, míg a DVSC a nyolcadik szuperkupa-döntőjén a harmadik vereségét szenvedte el.

„Húsz-huszonöt perc után teljesen átvettük a mérkőzés irányítását, rá tudtuk erőltetni a Debrecenre az akaratunkat, és ezután nagyon szép gólokat lőttünk, különösen a második találat volt az. Örülök neki, hogy olyan trófeát nyertünk, amilyen még nem volt a klubnak. Hálás vagyok a sikerért a vezetőknek, a játékosoknak, a szurkolóknak, a klubnak, a támogatóknak egyaránt.”

– Pintér Attila 

„Sajnos nem játszottunk most jól, sok hibát vétettünk a védekezésben és a támadásban egyaránt. (...) Nem szeretnék arról beszélni, hogy egyénileg ki hogyan játszott, nyilván ezt majd kiértékeljük, és megbeszéljük a társasággal a teljesítményeket. Általában a csapatot szoktam értékelni, a támadását, védekezését és együttes játékát. Ebben sajnos akadtak hiányosságok. Lassan szőttük az akciókat, kevés labdát szereztünk a középpályán. Négy új játékosunk a tengelyben volt, emiatt nem mindig volt meg az összhang, emellett rúgattunk magunkkal egy gólt is. Ezeket a hibákat ki kell javítani, mert Norvégiában akkor nehéz dolgunk lesz.”

– Kondás Elemér 

### Az összeállítások
| 2013. július 13. 20:30 |

| Győri ETO                                        | 3–0               | Debreceni VSC                      |
| ------------------------------------------------ | ----------------- | ---------------------------------- |
| Trajković 33' Koltai 45' Kalmár 86' Martínez 72' | (2–0) Jegyzőkönyv | 49' Korhut 77' Damahou 88' Nagy Z. |

| Puskás Ferenc Stadion, Budapest Nézőszám: 2 000 Játékvezető: Andó-Szabó Sándor (magyar) |

| Győri ETO | Debreceni VSC |

Használt rövidítések (magyar rövidítés – angol rövidítés – poszt):
| - KA – GK – kapus - V – DF – hátvéd - S – SW – söprögető - JV – RB – jobb oldali védő - KV – CB – középső védő - BV – LB – bal oldali védő - JSZV – RWB – jobb szélső védő - BSZV – LWB – bal szélső védő | - KP – MF – középpályás - VKP – DM – védekező középpályás - BKP – LM – bal oldali középpályás - KKP – CM – középső középpályás - JKP – RM – jobb oldali középpályás | - JSZ – RW – jobb szélső - BSZ – LW – bal szélső - TKP – AM – támadó középpályás | - CS – ST, FW – csatár - JCS – RF – jobb oldali csatár - KCS – CF – középső csatár - BCS – LF – bal oldali csatár |

| GYŐRI ETO:    |    |                   |     |     |
|               |    |                   |     |     |
| KA            | 26 | L'uboš Kamenár    |     |     |
| JV            | 25 | Rafe Wolfe        |     |     |
| KV            | 28 | Vladimir Đorđević |     |     |
| KV            | 18 | Lang Ádám         |     |     |
| BV            | 3  | Marko Dinjar      |     |     |
| VKP           | 24 | Đorđe Kamber      |     | 60' |
| VKP           | 5  | Patrick Mevoungou |     |     |
| JSZ           | 29 | Koltai Tamás      |     | 83' |
| TKP           | 12 | Nikola Trajković  |     |     |
| BSZ           | 11 | Varga Roland      |     | 56' |
| CS            | 19 | Nemanja Andrić    |     |     |
| Cserék:       |    |                   |     |     |
| KA            | 1  | Saša Stevanović   |     |     |
| KP            | 10 | Leandro Martínez  | 72' | 56' |
| KP            | 13 | Kalmár Zsolt      |     | 83' |
| KP            | 14 | Linas Pilibaitis  |     |     |
| KP            | 17 | Pátkai Máté       |     | 60' |
| KP            | 20 | Mihai Nicorec     |     |     |
| V             | 22 | Michal Švec       |     |     |
| Vezetőedző:   |    |                   |     |     |
| Pintér Attila |    |                   |     |     |

| DEBRECENI VSC: |    |                    |     |             |
|                |    |                    |     |             |
| KA             | 87 | Verpecz István     |     |             |
| JV             | 28 | Nagy Zoltán        | 88' |             |
| KV             | 24 | Igor Morozov       |     |             |
| KV             | 25 | Dušan Brković      |     |             |
| BV             | 69 | Korhut Mihály      | 49' |             |
| VKP            | 6  | Zsidai László      |     | 72'         |
| VKP            | 4  | Joël Damahou       | 77' |             |
| JSZ            | 27 | Bódi Ádám          |     |             |
| TKP            | 8  | Selim Bouadla      |     |             |
| BSZ            | 55 | Szakály Péter      |     | a szünetben |
| CS             | 26 | Ibrahima Sidibe    |     | 66'         |
| Cserék:        |    |                    |     |             |
| KA             | 1  | Vukašin Poleksić   |     |             |
| V              | 5  | Aleksandar Trninić |     |             |
| KP             | 11 | Ferenczi János     |     | 72'         |
| V              | 13 | Lázár Pál          |     |             |
| CS             | 60 | Pölöskey Péter     |     | 66'         |
| KP             | 70 | Kulcsár Tamás      |     | a szünetben |
| KP             | 77 | Czvitkovics Péter  |     |             |
| Vezetőedző:    |    |                    |     |             |
| Kondás Elemér  |    |                    |     |             |

Asszisztensek:

Tóth II. Vencel (magyar) (partvonal)

Bozó Zoltán (magyar) (partvonal)

Negyedik játékvezető:

Kelemen Attila (magyar)